# Charitometridae
Famille
Les Charitometridae sont une famille de comatules.

## Liste des genres
Selon World Register of Marine Species (21 juin 2014) :
- genre Charitometra AH Clark, 1907 -- 2 espèces
- genre Chlorometra AH Clark, 1909 -- 1 espèce
- genre Chondrometra AH Clark, 1916 -- 4 espèces
- genre Crinometra AH Clark, 1909 -- 1 espèce
- genre Glyptometra AH Clark, 1909 -- 15 espèces
- genre Monachometra AH Clark, 1916 -- 5 espèces
- genre Poecilometra AH Clark, 1907 -- 2 espèces
- genre Strotometra AH Clark, 1909 -- 4 espèces

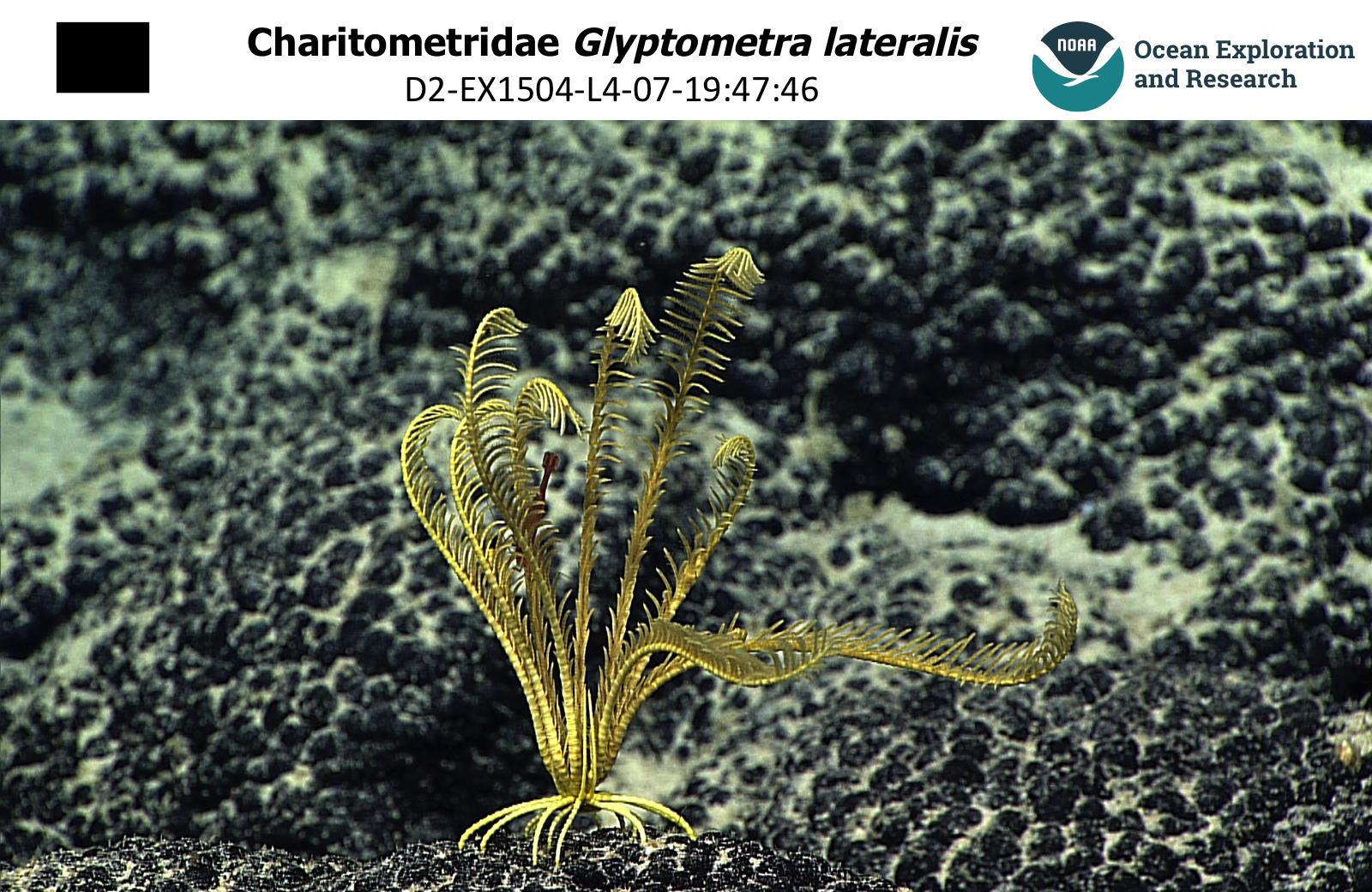
Glyptometra lateralis observée à plus de 1000 m de profondeur au large de Hawaii.